# Opiętek białowieski
Opiętek białowieski (Agrilus pseudocyaneus) – gatunek chrząszcza z rodziny bogatkowatych. Długość ciała od 5,6 do 7,8 mm. Rozmieszczenie słabo poznane, stwierdzone stanowiska rozsiane są w niektórych krajach Europy (Polska, Austria, Szwajcaria, Niemcy, Węgry, Ukraina, europejska część Rosji). Wszędzie skrajnie rzadki, jedyne obecnie potwierdzone i jednocześnie największe na świecie stanowisko gatunku znajduje się w polskiej części puszczy białowieskiej.

## Uwagi taksonomiczne

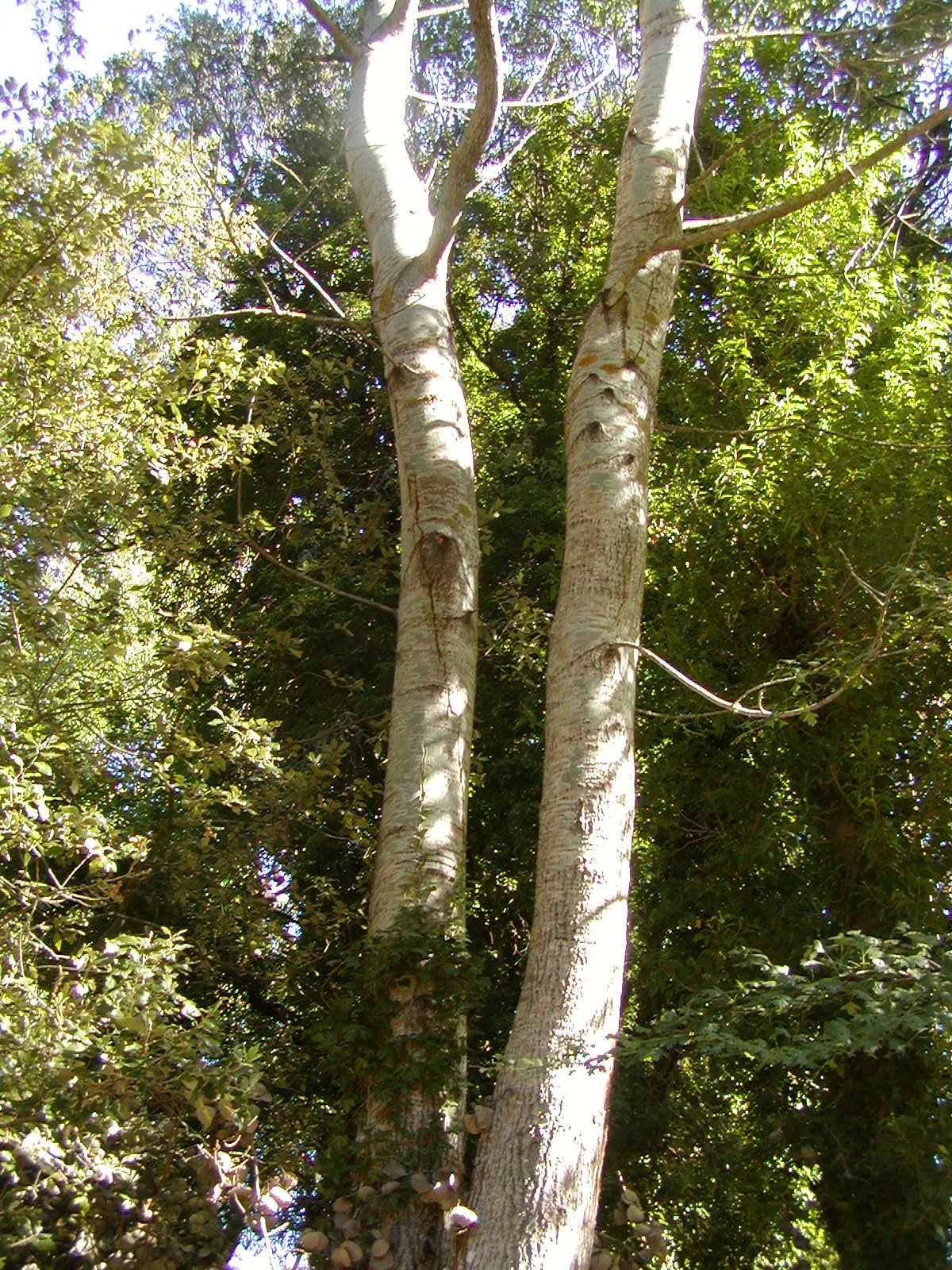
Stare, zamierające i dobrze nasłonecznione okazy topoli osiki stanowią bazę rozwojową opiętka białowieskiego